# Bengt Fahlkvist
Bengt Fahlkvist (ur. 15 kwietnia 1922 w Helgesta, zm. 7 marca 2004 w Katrineholm) – szwedzki zapaśnik. Brązowy medalista olimpijski z Londynu.

## Kariera sportowa
Zawody w 1948 były jego pierwszymi igrzyskami olimpijskimi. Walczył w stylu wolnym, zdobywając brąz w wadze półciężkiej, poniżej 87 kilogramów. Wcześniej, w 1946, był mistrzem Europy w tym stylu. W 1952 ponownie wziął udział w igrzyskach, walczył tym razem w stylu klasycznym, w wadze ciężkiej.